# Glycidylazid-Polymer
Glycidylazid-Polymer (GAP) ist ein hydroxyl-terminiertes Oligomer, welches vorrangig als hochenergetische Komponente in Festtreibstoffen sowie Sprengstoffen Verwendung findet.

## Herstellung
Die typische Darstellung von GAP erfolgt durch die Polymerisation von Azid-freien Monomeren und nachfolgender Azidierung. So erhält man durch eine kationische Polymerisation von Epichlorhydrin Polyepichlorhydrin, das durch Umsetzung mit Natriumazid in Lösungsmitteln wie Dimethylacetamid oder Dimethylformamid in Gegenwart eines quartären Ammoniumsalzes als Phasentransferkatalysator zu dem Glycidylazid-Polymer umgesetzt wird. Abhängig davon, ob ein lineares oder verzweigtes Endprodukt erstellt wird, wird es als GAP-diol or GAP-polyol (üblicherweise GAP-tetraol) bezeichnet.
Die Herstellung innerhalb der Europäischen Union findet ausschließlich über EURENCO (vormals SNPE) statt, die ihrerseits auf die Bereitstellung von 1,2-Dichlorethan (EDC) durch Evonik Industries angewiesen ist. EDC wird seinerseits zur Synthese von Polyepichlorhydrin benötigt.

## Eigenschaften
GAP ist äußerst insensitiv, thermisch stabil und hochenergetisch. Die molare Masse beträgt ca. 2000 g/mol (flüssiges Präpolymer). Die Dichte beträgt 1,3 g/cm³ bei einer Viskosität von 12 Pa/s bei 25 °C.
Es zersetzt sich in einem Temperaturbereich von ca. 170 bis 220 °C. Die erforderliche Aktivierungsenergie für die stark exotherme Reaktion beträgt 176,3 kJ/mol, welches zu einer Freisetzung von 1828 J/g führt. Gehärtetes GAP ist fest und verfügt über eine Glasübergangstemperatur von 48 °C.

## Verwendung
Glycidylazid-Polymer dient in Kombination mit Ammoniumdinitramid (ADN) als hochenergetisches Bindemittel in Raketentreibstoffen (siehe ADN/GAP), welche aufgrund der ökologischen Auswirkungen von halogenhaltigen Verbund-Treibstoffen auf Basis von Ammoniumperchlorat besonders in den ersten beiden Jahrzehnten des 21. Jahrhunderts große Beachtung gefunden haben. Gegenüber ebenfalls halogenfreien Spreng- und Treibstoffen auf Basis von Nitraminen ist GAP deutlich sicherer in der Handhabung.
In polymer-gebundenen Sprengstoffen auf Basis von BCHMX, β-HMX oder RDX führt das Ersetzen von HTPB als Bindemittel durch GAP zwar zu einer geringfügigen Verschlechterung der Handhabungssicherheit (Sensitivität) jedoch zu einer signifikanten Steigerung in allen Schlüsseleigenschaften.
GAP wird von Bayern Chemie für den Gasgenerator verwendet, welcher für Unterwasser-Rettungssysteme auf deutschen U-Booten der Klasse 212 A zum Einsatz kommt. Es wird hier entweder in Kombination mit Hydrazin oder Strontiumnitrat verwendet.
Weitere mögliche Anwendungen für GAP finden sich nebst chemischer und pyrotechnischer Anwendungen auch in Gebieten, wo eine Verbrennung oder Explosion nicht erwünscht ist. Mögliche Anwendungsgebiete sind z. B. die Wirkstofffreisetzung in der Medizin oder in organischer Elektronik.